# Yang Yi
Yang Yi (en chino tradicional, 楊逸; en chino simplificado, 杨逸; pinyin, Yáng Yì), alias de Liu Qiao, (Harbin, 1964) escritora japonesa de ascendencia china.
Se mudó a Japón en 1987, donde aprendió japonés, lengua en la que publica.
Su segunda novela 時が滲む朝 - Toki-ga nijimu asa recibió el Premio Akutagawa en 2008, versa sobre la nueva democratización china a raíz de las Protestas de la Plaza de Tian'anmen de 1989.